# Bistum Iztapalapa
Das Bistum Iztapalapa (lateinisch Dioecesis Iztapalapensis, spanisch Diócesis de Iztapalapa) ist eine in Mexiko gelegene römisch-katholische Diözese mit Sitz im zu Mexiko-Stadt gehörenden Stadtbezirk Iztapalapa.

## Geschichte
Das Bistum Iztapalapa wurde am 28. September 2019 durch Papst Franziskus aus Gebietsabtretungen des Erzbistums Mexiko-Stadt errichtet und diesem als Suffraganbistum unterstellt.
Das Bistum Iztapalapa umfasst den Stadtbezirk Iztapalapa.

## Bischöfe
- Jesús Antonio Lerma Nolasco (2019–2021)
- Jorge Cuapio Bautista (seit 2021)